# Friedhelm Dick
Friedhelm Dick (* 3. April 1944; † 5. August 1999) war ein deutscher Fußballspieler.
Der vom SC Dahlhausen gekommene Defensivspieler Friedhelm Dick war von 1964 bis 1967 für Westfalia Herne in der damals zweitklassigen Regionalliga West aktiv. Er absolvierte für die Mannschaft vom Stadion am Schloss Strünkede 72 Ligaspiele und erzielte ein Tor. Anschließend war er für den Ligakonkurrenten Rot-Weiß Oberhausen aktiv. In der Saison 1968/69 feierte er mit RWO vor Rot-Weiss Essen und dem VfL Bochum die Meisterschaft in der Regionalliga West. Er setzte sich mit seinen Mitspielern Hugo Dausmann, Lothar Kobluhn und Franz Krauthausen in der Aufstiegsrunde gegen den Freiburger FC, SV Alsenborn, Hertha Zehlendorf und den VfB Lübeck durch und stieg mit Oberhausen in die Fußball-Bundesliga auf. Dort bestritt er von 1969 bis 1973 126 Bundesligaspiele, in denen er drei Tore erzielte. Insgesamt kam er zwischen 1967 und 1974 zu 223 Ligaeinsätzen für RWO.